# Deng Zhiwei
Deng Zhiwei (邓志伟S, Dèng ZhìwěiP; Hengshui, 1º febbraio 1988) è un lottatore cinese specializzato nella lotta libera.

## Palmarès
- Mondiali

Budapest 2018: argento nei 125 kg.
- Giochi asiatici

Giacarta 2018: argento nei 125 kg.
- Campionati asiatici

Doha 2015: bronzo nei 125 kg.